# Pauluskirche (Lüneburg)

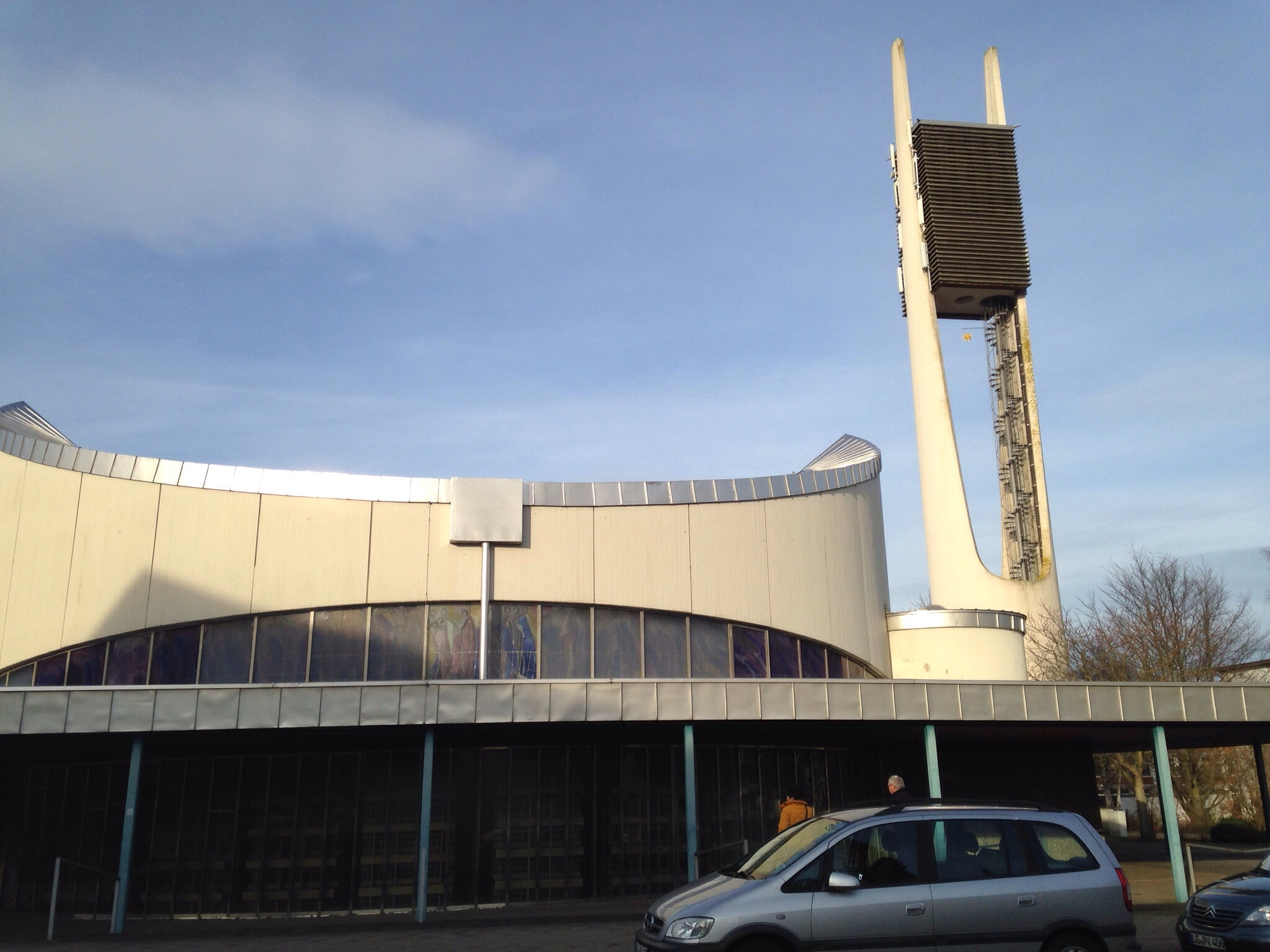
Die Pauluskirche am Kreideberg in Lüneburg

Die Pauluskirche in Lüneburg ist eine Evangelisch-lutherische Kirche in der Neuhauser Straße 3 am Kreideberg.
Gegründet wurde die Gemeinde 1967, die Pauluskirche wurde 1971 eingeweiht.

## Architektur

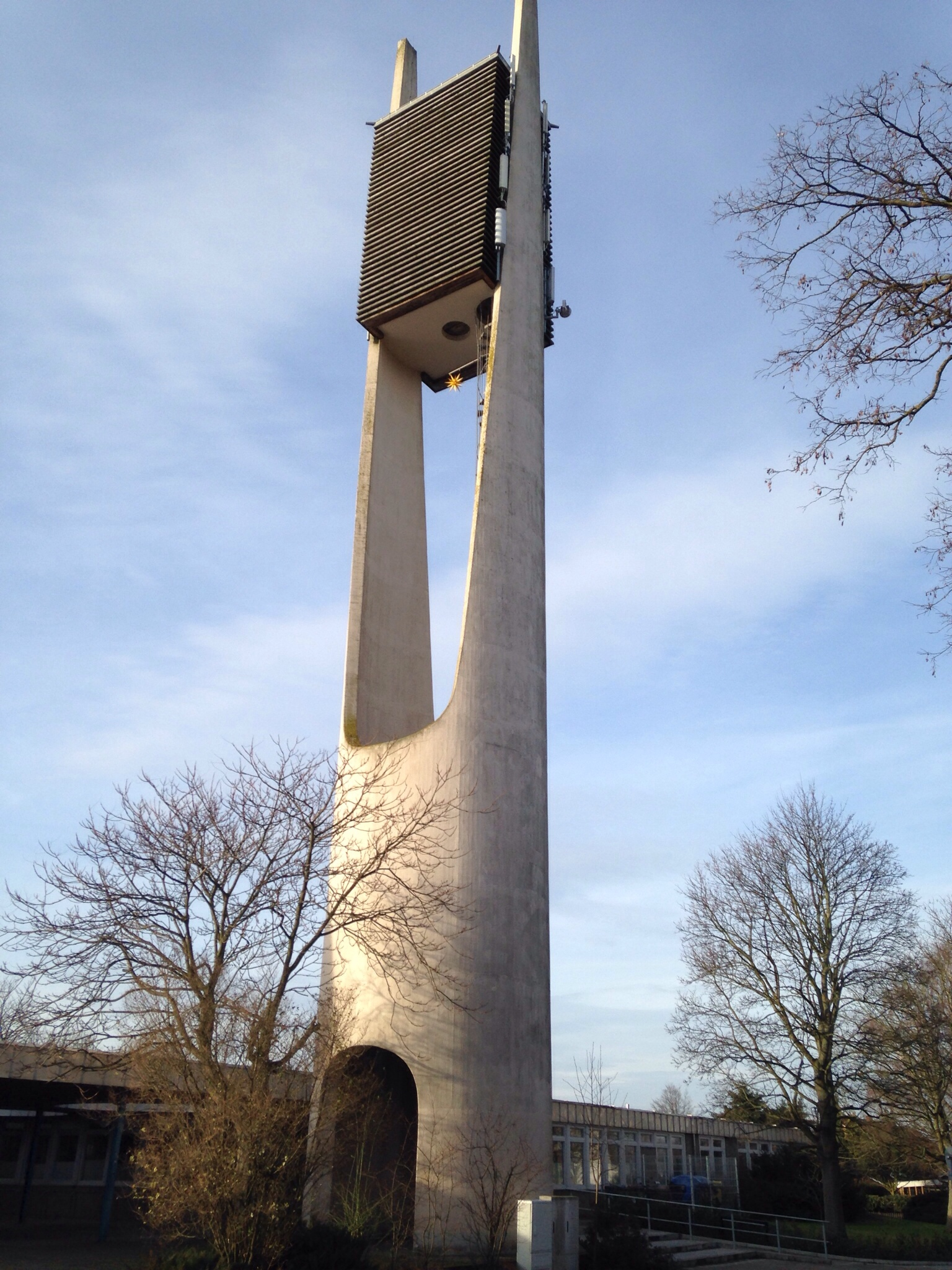
Der Glockenturm der Pauluskirche Lüneburg

Die Kirche ist ein Zentralbau über ovalem Grundriss mit konvex eingewölbtem Dach. Der Bau ist umgeben von einem flach gedeckten Säulengang.
Aus der Vogelperspektive betrachtet sieht diese Kirche wie ein Boot aus, das von einem Laufsteg umgeben ist. Der frei stehende Glockenturm erinnert an eine in den Himmel ragenden Stimmgabel, in deren Zinken die quaderförmige Glockenstube eingepasst ist.  Für den Bau wurde Sichtbeton, Holz, Glas und Edelstahl verwendet.
Der Architekt der Kirche war Gerd Meyer-Eggers.[1]
Beleuchtet wird der Innenraum durch die diaphanen, gerasterten Wände, nur der Bereich hinter Altar und Kanzel ist mit Holz vollständig vertäfelt, ebenso wie die Decke mit Holz verkleidet ist.
1999 wurden die Fensterbänder, die sich, die geschwungenen Linien der Decke aufnehmend, entlang der Decke erstrecken, farbig nach Entwürfen von Helge Michael Breig (1930–2020) bleiverglast.
Im Volksmund heißt der Turm wegen seiner außergewöhnlichem Form „Wäscheklammer“ und wurde so zum Wahrzeichen des Stadtteils Kreideberg.

## Nebengebäude
Neben dem Kirchenbau befinden sich Geschäftsräume der Gemeinde und des Verbundes sozialtherapeutischer Einrichtungen, Gruppen- und Besprechungsräume, das „Jugendcafe Kreideberg“, sowie ein größerer Saal.